# Casalnuovo Monterotaro
Casalnuovo Monterotaro es una localidad y comune italiana de la provincia de Foggia, región de Apulia, con 1.751 habitantes.

## Evolución demográfica
| Gráfica de evolución demográfica de Casalnuovo Monterotaro entre 1861 y 2001 |
|                                                                              |
| Fuente ISTAT - elaboración gráfica de Wikipedia                              |